# Simon Bank

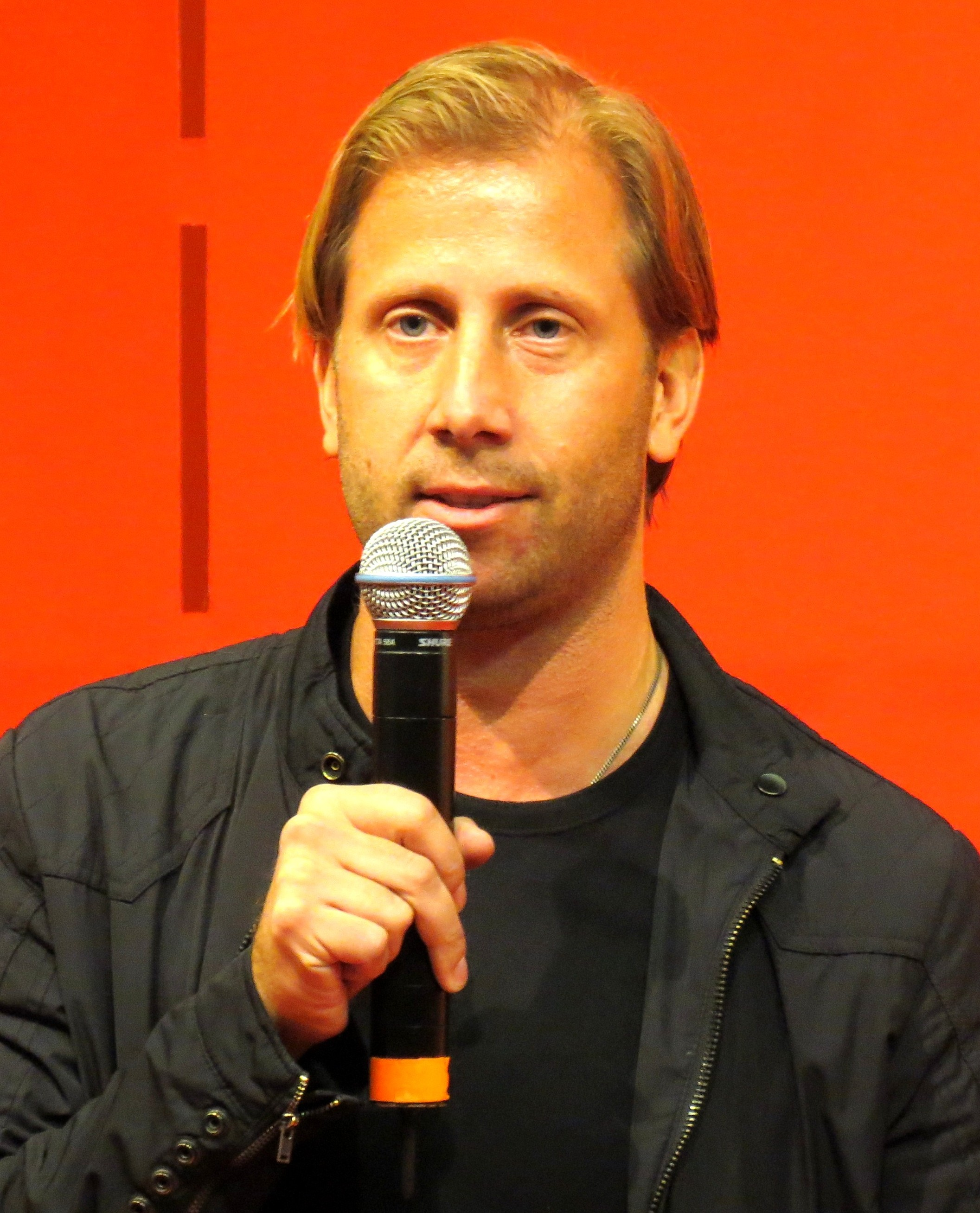
Simon Bank på Bokmässan i Göteborg 2014.

Marc Simon Samuel Bank, född 3 februari 1975 i Kinna, är sportjournalist på tidningen Sportbladet. År 2005 skrev han boken I huvudet på Zlatan Ibrahimović. Samma år vann han Krönikörallsvenskan, en titel som han återigen vann 2009. År 2006 utsågs han till årets krönikör av tidningen själv.
Bank arbetar även på TV4 Sport tillsammans med Jesper Hussfelt, Martin Åslund och Marcus Birro där de sänder Club Calcio, ett program om Serie A och övrig italiensk fotboll. Tillsammans med Sportbladetkollegan Erik Niva driver han en välbesökt blogg på Aftonbladet.se. 
Han vann som aktiv fotbollsspelare Gothia Cup med Kinna IF 1991. 
Bank är uttalad Tottenhamsupporter.